# Rivière Touladi
Pour les articles homonymes, voir Touladi (homonymie).
La rivière Touladi, ou rivière Horton, coule dans la région administrative du Bas-Saint-Laurent, au sud de la péninsule gaspésienne, au Québec, au Canada. Cette rivière traverse les municipalités régionales de comté (MRC) de :
- Rimouski-Neigette : Réserve faunique de Rimouski ;
- Témiscouata : municipalités de Biencourt, Esprit-Saint, Saint-Michel-du-Squatec et Saint-Juste-du-Lac.

La partie supérieure du cours de la rivière est située dans la réserve faunique de Rimouski, tandis que la partie inférieure (incluant le Petit Lac Touladi et le lac Touladi qui sont situés dans le canton de Robitaille) est administrée par le parc national du Lac-Témiscouata, soit l'ex-territoire de la dans la seigneurie de Madawaska. En fin de cours, la rivière Touladi se déverse sur la rive est du lac Témiscouata, dans la municipalité de Saint-Juste-du-Lac, soit à la limite sud du parc national du Lac-Témiscouata.
Le bassin versant de la rivière Touladi est accessible par la route 232 Est.

## Géographie
La rivière Touladi prend sa source à l'étang Valandel laquelle est entourée d'une zone de marais d'un diamètre de 0,9 km. Cette source de la rivière est située dans la partie sud-ouest de la réserve faunique de Rimouski, dans les monts Notre-Dame, soit dans les terres vacantes du comté de Rimouski au sud-est des cantons La Roche et Biencourt.
La source de la rivière Touladi est située à :
- 1,0 km au nord-ouest du cours supérieur de la rivière Rimouski ;
- 3,4 km au nord de la frontière entre le Québec et le Nouveau-Brunswick ;
- 60,9 km au sud du pont de la route 132 enjambant la rivière Rimouski au centre-ville de Rimouski ;
- 50,3 km au nord-est de la confluence de la rivière Touladi.

La rivière Touladi coule sur 75,9 km répartis selon les segments suivants :
Cours supérieur de la rivière Touladi (dans la réserve faunique de Rimouski) (segment de 21,5 km)
- 3,0 km vers le nord-ouest en zone forestière dans la réserve faunique de Rimouski, jusqu'au pont de la route forestière ;
- 9,2 km vers le nord-ouest, jusqu'à un ruisseau (venant du nord-est) ;
- 4,2 km vers le sud-ouest, jusqu'à un pont de la route forestière ;
- 1,0 km vers le sud-ouest, jusqu'au ruisseau Dianne (venant du sud-ouest) ;
- 3,0 km vers le nord-ouest, jusqu'au pont de la route forestière ;
- 1,1 km vers l'ouest, jusqu'à la limite de la MRC de Témiscouata, où la rivière quitte la réserve faunique de Rimouski.

Cours intermédiaire de la rivière Touladi (en amont de la rivière de l'Orient) (segment de 12,3 km)
- 2,1 km vers le nord-ouest en faisant une incursion dans la MRC de Témiscouata, jusqu'à la limite de la réserve faunique de Rimouski ;
- 1,3 km vers le nord-ouest en faisant une incursion dans la MRC de Rimouski-Neigette, jusqu'à la limite de la MRC de Témiscouata ;
- 2,3 km vers le nord-ouest en serpentant, jusqu'à la limite de la municipalité de Biencourt ;
- 2,3 km vers le nord-ouest en serpentant dans la municipalité de Biencourt, jusqu'à la rive sud-ouest du lac Biencourt ;
- 2,1 km vers le nord-ouest en traversant le lac Biencourt sur sa pleine longueur, jusqu'à l'embouchure du lac ;
- 1,6 km vers le nord-ouest en zone de marais, jusqu'à la limite de la municipalité Esprit-Saint ;
- 0,6 km vers le nord-ouest en zone de marais dans Esprit-Saint, jusqu'à la confluence de la rivière de l'Orient.

Cours intermédiaire de la rivière Touladi (en aval de la rivière de l'Orient) (segment de 25,3 km)
- 2,0 km vers le nord-ouest en zone de marais dans Esprit-Saint, jusqu'à la limite de la municipalité de Biencourt ;
- 9,3 km vers l'ouest, puis vers le sud-ouest, formant la limite entre les municipalités de Biencourt et de Lac-des-Aigles, jusqu'au pont routier ;
- 6,7 km vers le sud-ouest, en parallèle (du côté sud-ouest) du lac des Aigles, jusqu'à la limite de la municipalité de Saint-Michel-du-Squatec ;
- 6,3 km vers le sud-ouest, en coulant plus ou moins en parallèle à la rivière des Aigles (rivière Touladi), jusqu'à la confluence de la rivière des Aigles (venant du nord) ;
- 1,0 km vers le sud, en formant une courbe vers l'ouest où elle contourne le village de Saint-Michel-du-Squatec, jusqu'à la confluence de la rivière Squatec.

Cours inférieur de la rivière Touladi (en aval de la rivière Squatec) (segment de 26,0 km)
- 5,5 km vers le sud en serpentant, jusqu'à la limite de la municipalité de Saint-Juste-du-Lac ;
- 4,9 km vers le sud en entrant dans le parc national du Lac-Témiscouata, jusqu'à la rive nord du Petit lac Touladi ;
- 4,6 km vers le sud-ouest, en traversant le Petit lac Touladi (longueur : 4,6 km ; altitude : 159 m) sur sa pleine longueur, jusqu'à sa confluence ;
- 4,6 km vers le sud, en traversant le Lac Touladi (longueur : 5,8 km ; altitude : 159 m), jusqu'à son embouchure situé sur la rive ouest du lac ;
- 6,4 km vers le sud-ouest, jusqu'à la confluence de la rivière[3].

La rivière Touladi se déverse sur la rive est du lac Témiscouata, dans la municipalité de Saint-Juste-du-Lac. Cette confluence est située à :
- 3,9 km au nord-ouest du centre-ville de Saint-Juste-du-Lac ;
- 6,5 km au nord du centre-ville de Notre-Dame-du-Lac ;
- 5,7 km à l'est du centre-ville de Cabano ;
- 17,1 km au nord-ouest du centre-ville de Dégelis.

## Toponymie
Le toponyme « Rivière Touladi » a été officialisé le 5 décembre 1968 à la Commission de toponymie du Québec. De son côté, Ressources naturelles Canada privilégie l'appellation « rivière Horton ».